# Cypress Hill IV
Pour les articles homonymes, voir IV.
Albums de Cypress Hill
Unreleased & Revamped
(1996) Los grandes éxitos en español
(1999)
Singles
1. Tequila Sunrise
Sortie : 1998
2. Dr. Greenthumb
Sortie : 1998
3. Audio X
Sortie : 1998

Cypress Hill IV est le quatrième album studio de Cypress Hill, sorti le 6 octobre 1998
L'album s'est classé 11e au Billboard 200.
Malgré deux singles relativement entraînants et lumineux, Dr. Greenthumb et Tequila Sunrise, l'atmosphère de l'album est plutôt plus sombre.
Checkmate, 16 Men Till There's No Men Left et Lighting Strikes ont été utilisés dans la bande son du jeu vidéo Kingpin: Life of Crime. Les titres sont présents en version instrumentale et complète.

## Liste des titres
| No  | Titre                                                                                   | Contient un (des) sample(s) de | Durée |
| --- | --------------------------------------------------------------------------------------- | --- | ----- |
| 1.  | Looking Through the Eye of a Pig                                                        | The Rill Thing de Little Richard Pigs de Cypress Hill | 4:06  |
| 2.  | Checkmate                                                                               | Crackdown de The 25th of May | 3:35  |
| 3.  | From the Window of My Room                                                              | Midnight Theme de Manzel | 5:00  |
| 4.  | Prelude to a Come Up (featuring MC Eiht)                                                | Kismet d'Amon Düül II Know Da Game de Frankie Cutlass featuring Kool G Rap, M.O.P. et Mobb Deep | 3:24  |
| 5.  | Riot Starter                                                                            | | 4:16  |
| 6.  | Audio X (featuring Barron Ricks)                                                        | | 3:19  |
| 7.  | Steel Magnolia (featuring Barron Ricks)                                                 | How I Could Just Kill a Man de Cypress Hill | 3:30  |
| 8.  | I Remember That Freak Bitch (From the Club) / Interlude Part 2 (featuring Barron Ricks) | | 5:22  |
| 9.  | (Goin' All Out) Nothin' to Lose                                                         | | 3:53  |
| 10. | Tequila Sunrise (featuring Barron Ricks)                                                | | 4:44  |
| 11. | Dead Men Tell No Tales                                                                  | La Huella De Mi Amor des Los Angeles Negros | 2:47  |
| 12. | Feature Presentation (featuring Barron Ricks et Chace Infinite)                         | Fantastic Freaks at the Dixie de DJ Grand Wizard Theodore and The Fantastic Five Cock the Hammer de Cypress Hill                                                                                                 | 3:45  |
| 13. | Dr. Greenthumb                                                                          | The Good, the Bad and the Ugly des 50 Guitars of Tommy Garrett Roller Coaster d'Henri Rene & His Orchestra | 4:24  |
| 14. | 16 Men Till There's No Men Left                                                         | A Divine Image de David Axelrod Time de Pink Floyd Midnight Theme de Manzel | 4:20  |
| 15. | High Times                                                                              | Winter's Child de Charles Kynard Rammellzee and Shock Dell at the Amphitheatre de Rammelzee et Shock Dell featuring Grand Mixer DST Stoned Is the Way of the Walk (Reprise) de Cypress Hill featuring Son Doobie | 4:13  |
| 16. | Clash of the Titans / Dust                                                              | Pacified de Rita Jean Bodine | 4:45  |
| 17. | Lightning Strikes                                                                       | | 5:54  |
| 18. | Case Closed                                                                             | | 2:00  |
| 19. | Rags to Riches (featuring Barron Ricks)                                                 | | 4:07  |

| 20. | Champions (featuring PMD) | 2:37 |

| 20. | Tequila Sunrise (Spanish Edition) | 3:57 |